# Sonnenaufgang – Lied von zwei Menschen
Sonnenaufgang – Lied von zwei Menschen ist ein US-amerikanisches Liebesdrama aus dem Jahre 1927 mit George O’Brien und Janet Gaynor in den Hauptrollen. Für Friedrich Wilhelm Murnau, den deutschen Regisseur des Filmes, war es sein erster Film in den Vereinigten Staaten. Die Handlung basiert auf Hermann Sudermanns Erzählung Die Reise nach Tilsit; die Verfilmung wurde am 23. September 1927 uraufgeführt. Bei seiner Veröffentlichung erhielt der Film exzellente Kritiken und gewann drei Oscars, wurde aber an den Kinokassen zum Flop. 2012 wurde der Film bei einer Umfrage des Magazins Sight & Sound unter Filmkritikern auf den fünften Platz der besten Filme aller Zeiten gewählt. Das französische Filmmagazin Cahiers du cinéma listete ihn im Jahr 2008 auf dem vierten Platz.

## Handlung
Es ist Sommerzeit und viele Städter reisen zur Erholung aufs Land. In einem idyllischen Dorf hat sich auch die attraktive, aber kaltherzige und manipulative „Frau aus der Stadt“ eingenistet. Schon seit Wochen hat sie es auf einen Bauern des Dorfes abgesehen und besucht jeden Abend das Haus des Bauern, der dort mit seiner Frau und ihrem gemeinsamen Kind lebt. Die Frau aus der Stadt pfeift vor dem Haus und nach kurzem Zögern folgt der Mann ihr zu einem Rendezvous. Seine gutmütige, provinziell wirkende Ehefrau lässt der Bauer dagegen mit dem Essen und Erinnerungen an glücklichere Zeiten zurück. Die einst glückliche Ehe der beiden sei hinüber und auch die finanzielle Situation des Bauernhofes leide unter der Affäre des Mannes mit einer Stadtfrau, berichtet die alte Magd der Familie einer Freundin. Beim nächtlichen Treffen am See kommt es zwischen dem Bauern und der Frau aus der Stadt nicht nur zu zahlreichen Liebesbeweisen: Die Frau aus der Stadt rät dem Mann, er solle seine Ehefrau im See ertränken. Danach solle er den Bauernhof verkaufen und mit ihr in die verheißungsvolle, pulsierende Stadt kommen. Nachdem der Mann zunächst schockiert und ablehnend auf die Mordpläne reagiert hat, verfällt er den Verführungskünsten der Stadtfrau und willigt in ihren finsteren Plan ein. Die Frau aus der Stadt gibt dem Bauern Schilf, womit er sich retten könne, nachdem er das Boot mit der Frau zum Kentern gebracht habe. Anschließend solle er dann allen im Dorf erzählen, der Tod seiner Frau sei ein tragischer Unfall gewesen.
Am nächsten Tag schlägt der Bauer seiner Ehefrau vor, mit dem Boot einen Tagesausflug zu unternehmen. Sie schöpft keinen Verdacht, im Gegenteil, stattdessen glaubt sie an eine neue Chance für ihre Ehe und willigt glücklich ein. Als sie jedoch auf dem Wasser sind, wächst in der Frau durch düstere Vorzeichen der Umgebung sowie das seltsame Verhalten ihres Mannes zusehends ein Verdacht. Als ihr Mann sie schließlich über Bord werfen will, fleht sie um Erbarmen. Endlich findet der Mann seine Sinne wieder. Beschämt wendet er sich von den Mordabsichten ab und rudert ans Land zurück. Er will sich versöhnen, doch sofort als das Boot anlegt, flieht die Bäuerin vor ihrem Mann. Sie will mithilfe einer Straßenbahn entkommen, der Mann kann der Bahn im letzten Moment ebenfalls noch zusteigen. Nach Ankunft der Straßenbahn in der Stadt versucht der Mann seine Frau mit Aufmerksamkeiten und Gesten zurückzugewinnen, doch sie bleibt zunächst noch ängstlich und misstrauisch ihm gegenüber. Erst als das Ehepaar Zeuge der Hochzeit eines jungen Paares wird, sind beide berührt und erinnern sich an ihre frühere Liebe. Die Frau vergibt ihrem Mann, der weinend zusammenbricht. Anschließend erlebt das Paar einen aufregenden und unterhaltsamen Tag in der Stadt: Sie besuchen ein Café, danach einen Friseursalon und lassen sich schließlich fotografieren. Den Abend verbringen sie in einem Vergnügungspark. Am Ende des Tages ist ihre Liebe zueinander wieder erblüht.
In der Dunkelheit machen sich die Eheleute per Boot auf den Heimweg. Da bricht ein Sturm los und das Boot kentert. Während der Mann sich an Land retten kann, bleibt die Frau verschwunden. Die Dorfgemeinschaft unterstützt den Mann. Alle suchen in ihren Booten nach der Frau, doch sie finden nur Teile des Schilfbündels, das der Mann seiner Frau beim Anbruch des Sturmes als notdürftigen Schwimmring umgebunden hatte. Der Bauer gibt alle Hoffnung auf und ist fest überzeugt, dass seine Ehefrau ertrunken ist. Seine Geliebte aus der Stadt hat vom vermeintlichen Ertrinken der Bäuerin gehört und nimmt an, dass der gemeinsame Mordplan gelungen ist. Doch als die Frau aus der Stadt beim Haus des Bauern ankommt, versucht dieser sie – in seinem Hass und seiner Verzweiflung – zu erwürgen. Da erscheint im letzten Moment die alte Magd der Familie und berichtet dem Bauern, dass seine Frau sich an ein letztes Bündel Schilf klammern konnte, von einem alten Fischer gefunden wurde und überlebt habe. Während die Frau aus der Stadt abreist, küssen sich der Mann und seine im Bett erwachende Frau. Unterdessen geht die Sonne über dem Dorf auf.

## Produktion

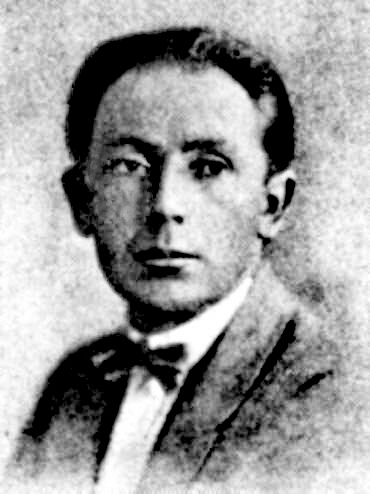
Friedrich Wilhelm Murnau

Mit seinen in Deutschland gedrehten Filmen, vor allem Nosferatu – Eine Symphonie des Grauens (1922), Der letzte Mann (1924) und Faust – eine deutsche Volkssage (1926), war Murnau zu einem der bedeutendsten Regisseure der Stummfilmära avanciert. Auch in Hollywood war Murnau durch diese Filme zu einem begehrten Namen geworden. William Fox von den Fox-Studios brachte Murnau schließlich bei sich unter Vertrag. Er vermarktete ihn in Hollywood unter dem Namen The German Genius. Fox wollte, dass Murnau den bekannten expressionistischen Stil seiner deutschen Filmen fortsetzte, und ließ ihm deshalb relativ viele Freiheiten und ein hohes Budget. So konnte Murnau trotz des Wechsels von Deutschland nach Hollywood auch einige Vertraute mitverpflichten. So wurde das Drehbuch zu Sunrise vom Österreicher Carl Meyer verfasst, der bereits Drehbücher zu anderen Murnau-Filmen wie Der letzte Mann (1924) geschrieben hatte. Die bemerkenswerten Filmsets stammen vom Berliner Rochus Gliese, der bereits bei Der brennende Acker (1922) unter Murnaus Regie gearbeitet hatte.
Die Handlung des Filmes basiert auf Hermann Sudermanns 1917 veröffentlichtem Buch Die Reise nach Tilsit, in dem die Hauptfiguren Ansas und Indre heißen. Murnau machte die Figuren in seinem Film dagegen namenlos, um die Botschaft universeller zu gestalten. Um dies zu unterstützen, dient auch das Vorwort im Filmvorspann: Die Geschichte sei von keinem Ort und doch von jedem Ort, man könnte ihr überall zu jeder Zeit vielleicht begegnen. Die Dorfszenen wurden am Lake Arrowhead gedreht, der überwiegende Rest des Filmes im Studio. Wegen der expressionistischen Elemente musste Rochus Gliese besondere Filmsets und Kulissen errichten. Allein die Erbauung der Straße in der Stadt soll 200.000 US-Dollar gekostet haben – was damals die Summe für einen normalen Hollywood-Spielfilm war. Murnau drehte den Film im damals neuartigen Lichttonverfahren mit Filmmusik und Sound-Effekten. Diese kündigten den Tonfilm sozusagen bereits an, noch 1927 verschaffte der Film Der Jazzsänger nämlich dem Tonfilm den Durchbruch. Viel Aufmerksamkeit legte Murnau auch auf die Kameraarbeit, weshalb er mit Charles Rosher und Karl Struss gleich zwei der bedeutendsten Kameramänner Hollywoods engagierte.
Von seinen Schauspielern verlangte er Höchstleistungen, wie sich Hauptdarstellerin Janet Gaynor später erinnerte: „Ich vergesse nie den ersten Tag, an dem er alle drei Hauptdarsteller zusammenrief – George O'Brien, Margaret Livingston und mich – und uns seinen Plan für den Film vorstellte. Er sagte, dass Sunrise eine Studie der Melodie des Lebens sein sollte und diese Melodie durch Emotionen ausgedrückt werden sollte. Er wollte, dass wir alle Emotionen mitnehmen – die lieben, die verhassten, die hungrigen und sogar die kleinen sonderbaren Zärtlichkeiten – und dass sie alle in einem großen Rhythmus zusammengebunden werden sollten.“

## Stil
Murnaus im Laufe seiner Filmkarriere gewachsene Beherrschung der Filmtechnik – Überblendungen, Doppelbelichtungen, abgestufte Tönungen, subtile Kamerabewegungen, Licht- und Schatteneffekte – verband er mit einer dem Erzählrhythmus adäquaten Bildmontage, die menschliche Gefühle und Stimmungen adäquat ausdrückte. All diese Techniken setzte der Regisseur in seinem ersten Hollywood-Film Sunrise ein und insbesondere Murnaus Kameraeinsatz wurde später nicht selten als revolutionär empfunden.
Neben den moralischen Themen Schuld, Reue und Neuanfang spielten in Sunrise – wie auch in Murnaus früherem Film Der brennende Acker (1921/1922) – die Sympathie für den Bauern und der Gegensatz zwischen Land und Großstadt dominierende Rollen. Damit er jede Einstellung mit dem richtigen Kamerawinkel drehen konnte, wurden darüber hinaus in vielen Fällen verschiedene Versionen dieser Bauten zusammengestellt. Insbesondere die Straße mit der Tramhaltestelle und den großen beleuchteten Gebäuden im Hintergrund besitzt einen ähnlichen Wiedererkennungswert wie Fritz Langs Metropolis-Bilder und ging als beispielhaftes Bühnenbild in die Filmgeschichte ein. Murnau zeigt eine realistisch wirkende Stadt mit Massenszenen in pulsierendem Leben, die Großstadt ist ein Organismus in ständiger Bewegung.
Viele bedeutende Hollywood-Regisseure, insbesondere diejenigen, die bei Fox-Studios unter Vertrag standen, wurden unmittelbar durch Murnaus Werk beeinflusst. Frank Borzage, Howard Hawks, Raoul Walsh und John Ford zeigten sich beeindruckt und fügten allesamt „murnausche“ Elemente in ihre nächsten Filme ein. John Ford bezeichnete Sunrise sogar als „den besten Film, der je produziert wurde“. Seinen nächsten Film Four Sons (1928) ließ Ford sogar auf den Filmsets von Sunrise drehen, des Weiteren ließ er sich von Murnau beraten. Auch Frank Borzages Drama Seventh Heaven (1927) wurde teilweise auf den Filmsets gedreht. Im Gegensatz zu Murnaus Film wurden Seventh Heaven und Four Sons große Kinoerfolge.

## Rezeption

### Kritiken
Bei seiner Veröffentlichung im Jahre 1927 erhielt Sunrise weitgehend positive, sogar enthusiastische Kritiken. So schrieb Mordaunt Hall etwa in seiner Kritik in der New York Times vom 24. September 1927: „Es ist gefüllt mit intensiven Gefühlen und diese werden in tieferliegender Subtilität verkörpert. Mr. Murnau zeigt sich als Künstler in Kamerastudien, er bringt phänomenale Ergebnisse aus Lichtern, Schatten und Settings hervor. Er zeigt sich auch als ein wahrer Geschichtenerzähler und zufällig ist das hier eine Erzählung, wo das glückliche Ende willkommen ist.“ Weiterhin lobte Hall George O’Brien und Janet Gaynor, die „inspirierende Darstellungen“ bieten würden sowie die damals neuartigen Soundeffekte. Er schloss seine Rezension: „Mr. Murnau beweist durch Sunrise, dass er genauso feine Arbeit in Hollywood vollbringen kann wie er es in Deutschland getan hat. Ein filmisches Meisterwerk.“ Auch das US-Branchenblatt Variety war angetan: „Sunrise ist eine hervorstechende für die Leinwand, gemacht in diesem Land, aber nach der besten Art der deutschen Schule produziert. In ‚seiner Kunst, dramatischen Kraft und graphischen Suggestion‘ wirke das Werk des ausländischen Regisseurs vielversprechend.“ Eine negative Stimme kam dagegen 1927 von der Time, Murnaus Film sei „malerisch einschläfernd“.
Nachdem Sunrise mit Beginn des Tonfilmes etwas in Vergessenheit geraten war, wurde es in den letzten Jahrzehnten von der Filmkritik und zunehmend auch vom Filmpublikum wieder gewürdigt. Das spiegelt sich auch in den Auswertungen US-amerikanischer Aggregatoren wider. So erfasst Rotten Tomatoes – abgesehen von genannter Time-Kritik aus dem Jahre 1927 – nur wohlwollende Besprechungen und ordnet den Film damit als „Verbrieft Frisch“ ein. Dort lautet der Kritikerkonsens: „Meisterhafte Kameraarbeit mit einer gut geschauspielerten, wunderbar romantischen Handlungslinie vermischend, ist Sunrise vielleicht das finale – und wahrscheinlich definitive – Statement der Stummfilmära.“ Metacritic ermittelt aus den vorliegenden Bewertungen „Einhelliges Lob“.
Immer wieder gelobt wurden Murnaus stimmiges Zeichnen innerer Haltungen sowie Gefühle voller Inbrunst, weswegen die Filmhistoriker Sunrise für den ausgereiftesten Spielfilm des Regisseurs halten. So schreibt das Lexikon des internationalen Films: „Ein Kinotraum von großer Intensität, in dem elementare Gefühle durchlebt und aufgelöst werden. Meisterhaft in Fotografie, Stimmung und Stil.“ Auch Starkritiker Roger Ebert zählte die „kraftvolle Geschichte“ zu seinen Lieblingsfilmen. Dem pflichtete James Berardinelli bei:

„Sonnenaufgang […] entstand in so übersteigerten Traumbildern, dass sich der Tagtraum fast unmittelbar beim Zuschauer einstellt. Wie bei Metropolis und Murnaus vorausgegangenem Nosferatu wird die Abkehr von der Wirklichkeit zur großen Stärke von Sonnenaufgang, wenn man diesen fast ein Jahrhundert nach Erscheinen erlebt. Man taucht ein, wie es ‚realistische‘ Stummfilme nicht erlauben.“

### Kinoauswertung
An den Kinokassen konnte Sunrise hingegen nicht die gesetzten Erwartungen erfüllen, was auch den hohen Produktionskosten geschuldet war. Bei seinen nachfolgenden Filmen in Hollywood erhielt Murnau daher von den Produzenten nicht mehr dieselben Freiheiten wie bei Sunrise.

### Auszeichnungen
Bei der Oscarverleihung 1929, der ersten überhaupt, war Sunrise in insgesamt vier Kategorien nominiert und war gemeinsam mit Das Glück in der Mansarde in der Regie von Frank Borzage mit jeweils drei Academy-Awards der erfolgreichste Film. Er wurde als Bester Film in der Kategorie Künstlerische Produktion (Unique And Artistic Picture) ausgezeichnet, während William A. Wellmans Fliegerdrama Wings den Preis als Beste Produktion erhielt. Das einzige Mal, dass ein Oscar in dieser Kategorie Künstlerischer Film vergeben wurde, da bereits im darauffolgenden Jahr die Zweiteilung der Kategorie Bester Film aufgegeben wurde. Charles Rosher und Karl Struss wurden in der Kategorie Beste Kamera ausgezeichnet, Janet Gaynor schließlich erhielt ihren Oscar in der Kategorie Beste Hauptdarstellerin für ihre Leistungen in Das Glück in der Mansarde sowie in Sunrise und in Engel der Straße.

### Erwähnungen
Größere Aufmerksamkeit erhielt der Film im Jahre 1989, weil er als einer der ersten ins National Film Registry aufgenommen wurde. Im Jahre 2002 kam der Film außerdem bei einer Umfrage des American Film Institute nach den 100 besten US-amerikanischen Liebesfilmen auf den 63. Platz. 2007 wurde Sunrise in einer weiteren Wahl des American Film Institutes auf Platz 82 der 100 besten US-amerikanischen Filme überhaupt gewählt.
Bei den von der britischen Filmzeitschrift Sight & Sound durchgeführten Umfragen nach den besten Filmen aller Zeiten landete Sunrise bei der Umfrage im Jahre 2002 unter den Filmkritikern gemeinsam mit Panzerkreuzer Potemkin auf Platz 7; bei einer erneuten Umfrage des Sight & Sound von 2012 konnte Sunrise weiter auf Platz 5 vorrücken. Es ist damit der höchstplatzierteste Film eines deutschen Regisseurs in dieser Liste. In einer weiteren Liste des französischen Magazins Cahiers du cinéma wurde Sonnenaufgang sogar auf Platz 4 der besten Filme aller Zeiten gewählt. Insgesamt listet They Shoot Pictures, Don’t They? Sonnenaufgang unter den 10 angesehensten Werken der Filmgeschichte.

### Neuverfilmung
Unter dem Romantitel Die Reise nach Tilsit wurde der Stoff 1939 in Deutschland unter der Regie von Veit Harlan ein weiteres Mal verfilmt.